# Mabocus granulifer
Mabocus granulifer är en mångfotingart som beskrevs av Chamberlin 1951. Mabocus granulifer ingår i släktet Mabocus och familjen Fuhrmannodesmidae. Inga underarter finns listade i Catalogue of Life.